# Kathmandu (district)

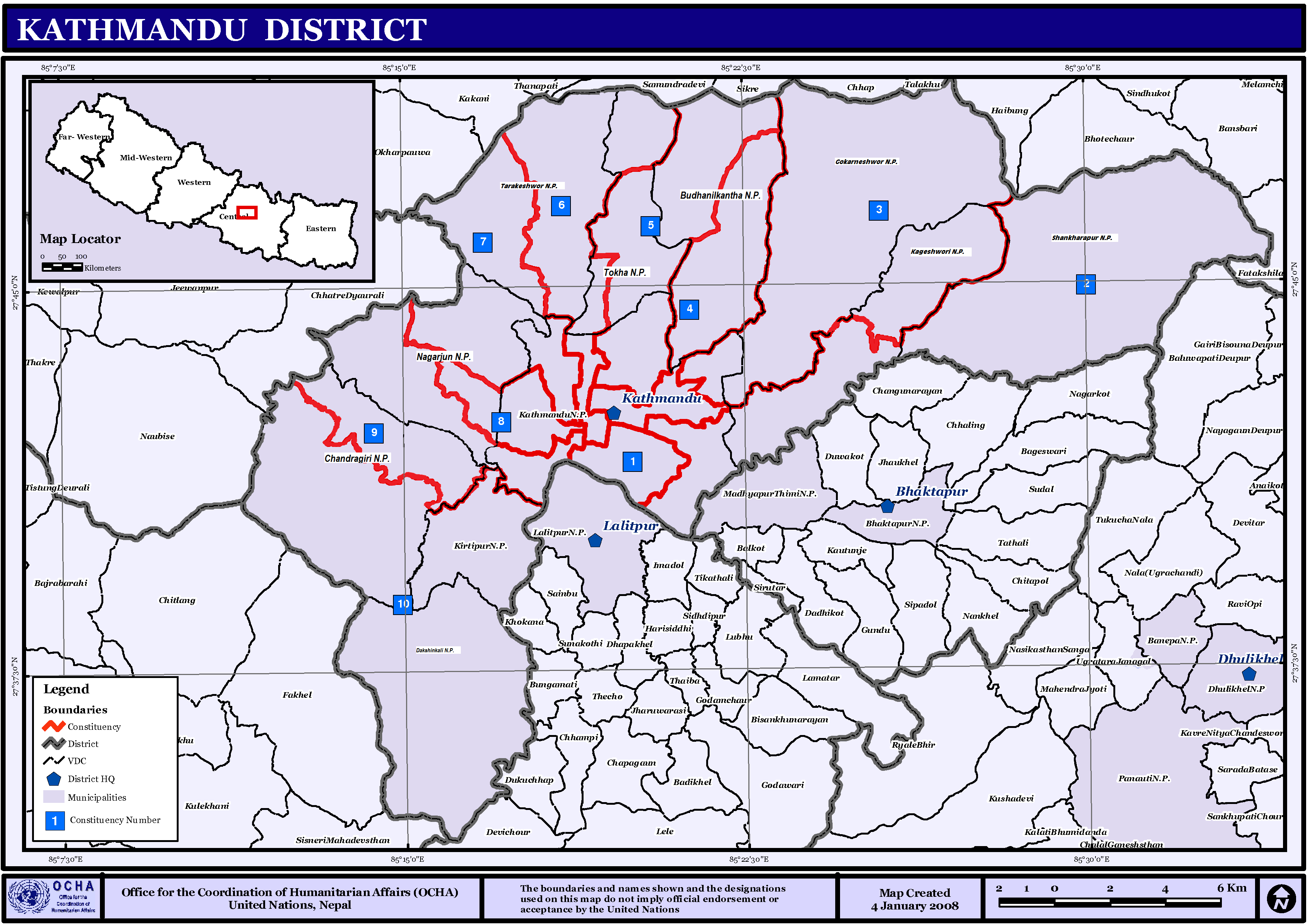
Kaart van het district Kathmandu

Kathmandu (Nepalees: काठमाण्डौ) is een van de 75 districten van Nepal. Het district is gelegen in de bestuurlijke zone Bagmati en de hoofdstad is Kathmandu, dat tevens de hoofdstad van Nepal is. Het is met 4400 inwoners per km² het dichtstbevolkte district van Nepal.

## Stedenendorpscommissies[2][3]
- Stad: Nepalees: nagarpalika of N.P.; Engels: municipality;
- Dorpscommissie: Nepalees: gāu bikās samiti; Engels: village development committee of VDC.

- Steden (2): Kathamandu, Kirtipur.
- Dorpscommissies (57): Aalapot, Baad Bhanyanganj (of: Baad Bhanjyang), Bajraygini (of: Bajrayogini (Sankhu) of Bajrayogini), Balambu, Baluwa, Bhadrabas, Bhimdhunga, Budhanilkantha (of: Budanilkantha), Chalnakhel, Chapali Bhadrakali, Chhaimale, Chouketar Dahachok (of: Dahachok), Chunikhel, Daanchhi, Daxinkali, Dhapasi, Dharmasthali, Futung, Galgalphedi, Gokarneswor, Goldhunga, Gonggabu, Gothatar, Ichangu Narayan (of: Ichang Narayan), Indrayani, Jhor Mahankal (of: Jhormahankal), Jitpurphedi, Jorpati, Kabhresthali, Kapan, Khadka Bhadrakali (of: Khadka Bhadrakali), Lapsephedi (of: Lapsiphedi), Machhegaun, Mahadevathan, Mahankal, Manmaiju, Matatirtha, Mulpani, Naglebhare, Naikap Naya Bhanjyang, Naikap Purano Bhanjyanj (of: Naikap), Nayapati, Pukhulachhi, Ramkot, Sangla, Satikhel (of: Setidevi), Satungal, Seuchatar, Sheshnarayan, Sitapaila, Sundarijal, Suntol, Talkududechour (of: Talku Dudechour), Thankot, Tinthana, Tokha Chandeswori, Tokha Saraswoti (of: Tokha Sarswoti, of: Tokha).

Achham · 
Arghakhanchi · 
Baglung · 
Baitadi · 
Bajhang · 
Bajura · 
Banke · 
Bara · 
Bardiya · 
Bhaktapur · 
Bhojpur · 
Chitwan · 
Dadeldhura · 
Dailekh · 
Dang · 
Darchula · 
Dhading · 
Dhankuta · 
Dhanusa · 
Dolkha · 
Dolpa · 
Doti · 
Gorkha · 
Gulmi · 
Humla · 
Ilam · 
Jajarkot · 
Jhapa · 
Jumla · 
Kailali · 
Kalikot · 
Kanchanpur · 
Kapilvastu · 
Kaski · 
Kathmandu · 
Kavrepalanchok · 
Khotang · 
Lalitpur · 
Lamjung · 
Mahottari · 
Makwanpur · 
Manang · 
Morang · 
Mugu · 
Mustang · 
Myagdi · 
Nawalparasi · 
Nuwakot · 
Okhaldhunga · 
Palpa · 
Panchthar · 
Parbat · 
Parsa · 
Pyuthan · 
Ramechhap · 
Rasuwa · 
Rautahat · 
Rolpa · 
Rukum · 
Rupandehi · 
Salyan · 
Sankhuwasabha · 
Saptari · 
Sarlahi · 
Sindhuli · 
Sindhulpalchok · 
Siraha · 
Solukhumbu · 
Sunsari · 
Surkhet · 
Syangja · 
Tanahu · 
Taplejung · 
Terhathum · 
Udayapur